# René van Kooten

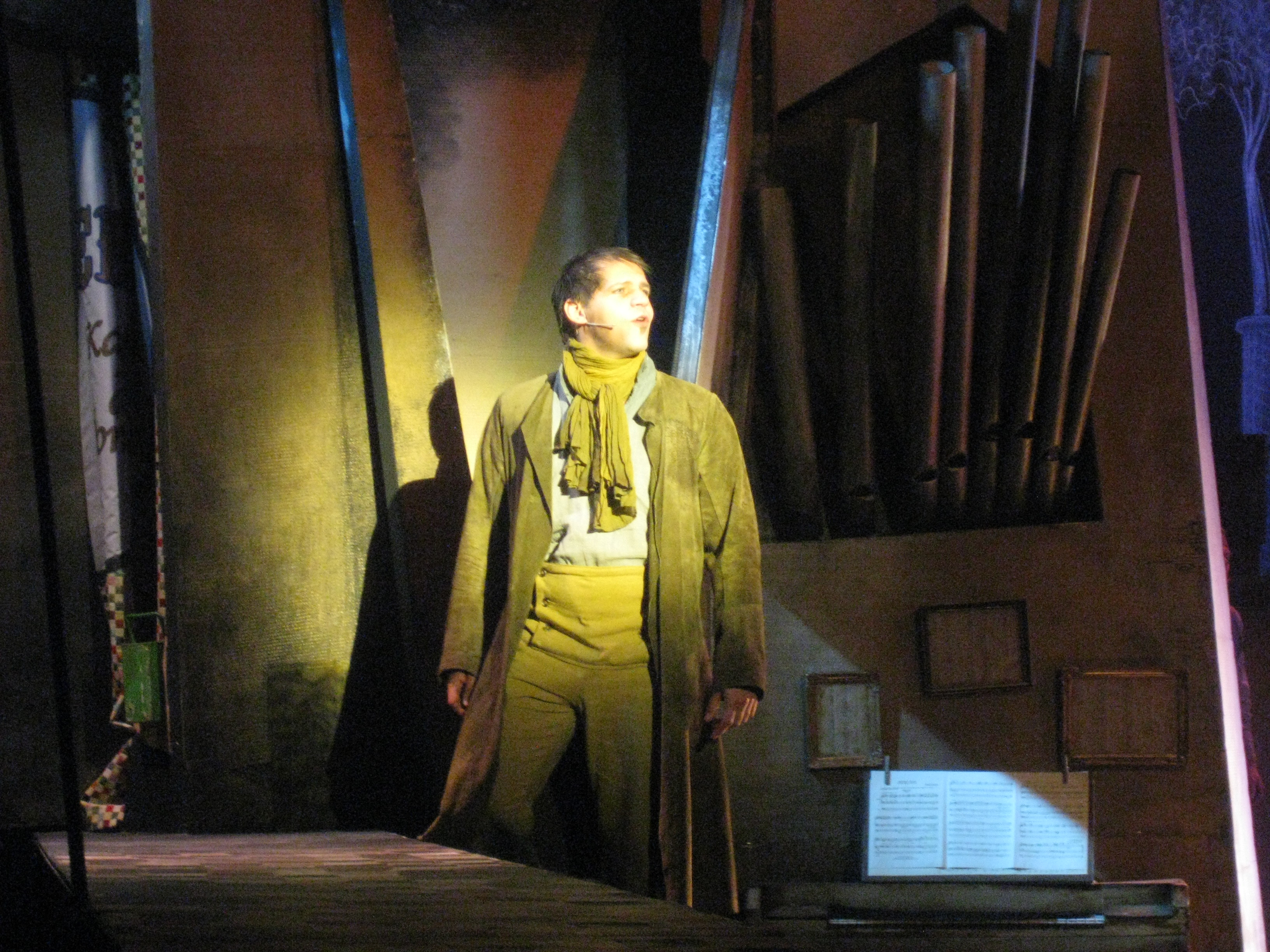
René van Kooten in de rol van Sweeney Todd

René Alexander van Kooten (Den Haag, 24 december 1972) is een Nederlands musicalacteur, zanger en acteur.

## Biografie
Van Kooten volgde het vwo aan het Erasmus College in Zoetermeer, waarna hij geschiedenis van de internationale betrekkingen ging studeren aan de Universiteit Utrecht. Hij was voor zijn doorbraak als musicalster docent geschiedenis op zijn oude middelbare school. Van Kooten volgde een workshop musical-zingen van Joke de Kruijf en Jacqueline Braun, zanglessen bij Jimmy Hutchinson en Edward Hoepelman, danslessen bij Ricardo Sibelo en acteerlessen bij Petra Laseur, Tom de Ket en Henny de Haan. Hij was later ook zanger in diverse bands. In 2001 deed hij met Céline Purcell mee aan het Nationaal Songfestival. Ze werden zesde.
Hij had na zijn doorbraak als musicalster onder andere rollen in de musicals Aida, Beauty and the Beast en de revival van Les Misérables (alle geproduceerd door Joop van den Ende). Hij heeft echter ook in producties van andere producenten zoals Kunt u mij de weg naar Hamelen vertellen, mijnheer? van V&V Entertainment gestaan.
Daarnaast is hij drie weken te zien geweest als Frederik Waal in Goede tijden, slechte tijden. Van Kooten vertolkte in 2013 de rol van Jezus in The Passion. In 2016 deed hij mee aan het televisieprogramma De beste zangers van Nederland. Hij speelt ook in de band Shifting Daylight.
Van Kooten is sinds 2010 gehuwd en heeft twee dochters. Hij had tot 2000 drie jaar een relatie met musicalster Céline Purcell.
In 2021 zat Van Kooten achter het masker van de farao in het RTL4 programma The Masked Singer.
Begin oktober 2024 werd bekendgemaakt dat Van Kooten de rol van Rob de Nijs zal spelen in de musical Malle Babbe. De musical zal vanaf begin 2025 te zien zijn. De première is op 9 februari in het DeLaMar te Amsterdam.

## Musicals
| Jaar             | Titel                                               | Rol                                               | Producent                                   |
| ---------------- | --------------------------------------------------- | ------------------------------------------------- | ------------------------------------------- |
| 1997 - 1999      | Miss Saigon                                         | Ensemble / Understudy John                        | Stage Entertainment                         |
| 1999 - 2001      | Elisabeth                                           | Ensemble/ Understudy De Dood en Bisschop Rauscher | Stage Entertainment                         |
| 2001 - 2003      | Aida                                                | Radames (alternate tot 2002, hierna eerste cast)  | Stage Entertainment                         |
| 2003 - 2004      | Kunt u mij de weg naar Hamelen vertellen, mijnheer? | Bertram Bierenbroodspot                           | Albert Verlinde Entertainment               |
| 2005             | Hair                                                | Claude Bukowski                                   | Stairway Productions                        |
| 2005 - 2007      | Beauty and the Beast                                | Gaston / Understudy Beest                         | Stage Entertainment                         |
| 2007             | Into the Woods                                      | Assepoesters prins, Wolf en Stiefzuster           | M-Lab                                       |
| 2007             | De Vliegende Hollander                              | Erik                                              | M-Lab                                       |
| 2008 - 2009      | Les Misérables                                      | Jean Valjean                                      | Stage Entertainment                         |
| 2009             | Joseph and the Amazing Technicolor Dreamcoat        | Farao                                             | Stage Entertainment                         |
| 2009             | Zeikstad                                            | Agent Knuppel                                     | M-Lab                                       |
| 2009 - 2010      | Love Me Tender                                      | Chad                                              | Stage Entertainment                         |
| 2010, 2011, 2015 | Jesus Christ Superstar concertante                  | Solist (Jezus)                                    | ?                                           |
| 2010 - 2011      | Zeikstad                                            | Agent Knuppel                                     | OpusOne i.s.m. M-Lab en Stage Entertainment |
| 2011             | Zorro                                               | Ramón                                             | Stage Entertainment                         |
| 2011, 2012       | Aida in concert                                     | Solist (Radames)                                  | Shows & Events                              |
| 2012             | Next to Normal                                      | Dr. Madden                                        | Stage Entertainment                         |
| 2012 - 2013      | Aspects of Love                                     | Alex                                              | Stage Entertainment                         |
| 2013 - 2014      | Jersey Boys                                         | Tommy DeVito                                      | Stage Entertainment                         |
| 2015             | Onder de groene hemel                               | Jimmy                                             | BOS Theaterproducties                       |
| 2015             | Kiss of the Spider Woman                            | Valentin                                          | OpusOne                                     |
| 2015 - 2016      | Grease                                              | Vince Fontaine                                    | Stage Entertainment                         |
| 2016             | Sweeney Todd                                        | Sweeney Todd                                      | OpusOne                                     |
| 2016             | Kiss of the Spider Woman (reprise)                  | Valentin                                          | OpusOne                                     |
| 2017             | Into the Woods                                      | Rapunzels prins en Hofmaarschalk                  | PIT Producties                              |
| 2017 - 2018      | The Bridges of Madison County                       | Robert Kincaid                                    | OpusOne                                     |
| 2018 - 2019      | Evita                                               | Ché                                               | De Graaf & Cornelissen Entertainment        |
| 2019             | Anastasia                                           | Gleb                                              | Stage Entertainment                         |
| 2021             | ZODIAC de musical                                   | Frederik                                          | Stichting Zodiac                            |
| 2021 - 2022      | Titanic                                             | Thomas Andrews                                    | De Graaf & Cornelissen Entertainment        |
| 2023             | Les Misérables                                      | Alternate Jean Valjean                            | De Graaf & Cornelissen Entertainment        |
| 2023 - 2024      | Mamma Mia!                                          | Sam                                               | De Graaf & Cornelissen Entertainment        |
| 2024 - 2025      | Shrek                                               | Shrek                                             | Van Hoorne Entertainment                    |
| 2025-2026        | Malle Babbe                                         | Rob de Nijs                                       | Medialane                                   |

## Televisie
- S1NGLE - Gert-Jan (afl. Gehandicaptendag)
- Wat vindt Nederland? - deelnemer (2009)
- Goede tijden, slechte tijden - Frederik Waals (2009) / Zichzelf (2014)
- The Passion - Jezus (2013)
- De Zandtovenaar (Kerst 2013)
- De beste zangers van Nederland (2016)
- The Masked Singer - farao (2021)
- Onmogelijke duetten - deelnemer (2022)
- DNA Singers (2023) met zijn zus

## Film
- Enchanted - stem van "Prins Edward" (2008)
- Dr. Seuss' The Lorax - stem van "De Once-ler" (2012)
- Vaiana (Disney animatiefilm) - stem van "Maui" (2016)
- Raya and the Last Dragon (Disney animatiefilm) - stem van "Tong" (2021)
- Disenchanted - stem van "Prins Edward" (2022)
- Vaiana 2 (Disney animatiefilm) - stem van "Maui" (2024)

## Prijzen
- 2005: John Kraaijkamp Musical Award voor Hair - nominatie
- 2007: Vlaamse Musicalprijs voor Beauty and the Beast - nominatie
- 2008: John Kraaijkamp Musical Award voor Into the Woods - nominatie
- 2008: John Kraaijkamp Musical Award voor Les Misérables - gewonnen
- 2010: John Kraaijkamp Musical Award voor Urinetown - nominatie
- 2010: John Kraaijkamp Musical Award voor All Shook Up - Love Me tender - nominatie
- 2015: Musical Award voor Kiss of the Spider Woman - nominatie
- 2018: Musical Award voor The Bridges of Madison County - nominatie
- 2019: Musical Award Beste Mannelijke Hoofdrol in een Grote Musical, voor Evita - gewonnen
- 2020: Musical Award Beste Mannelijke Hoofdrol in een Grote Musical, voor Anastasia - nominatie